# Spojené nádoby
Spojené nádoby jsou dvě nádoby (příp. více nádob), v nichž po naplnění kapalinou vystoupí hladina do stejné výšky.

## Hydrostatický tlak v nádobách s různým množstvím kapaliny

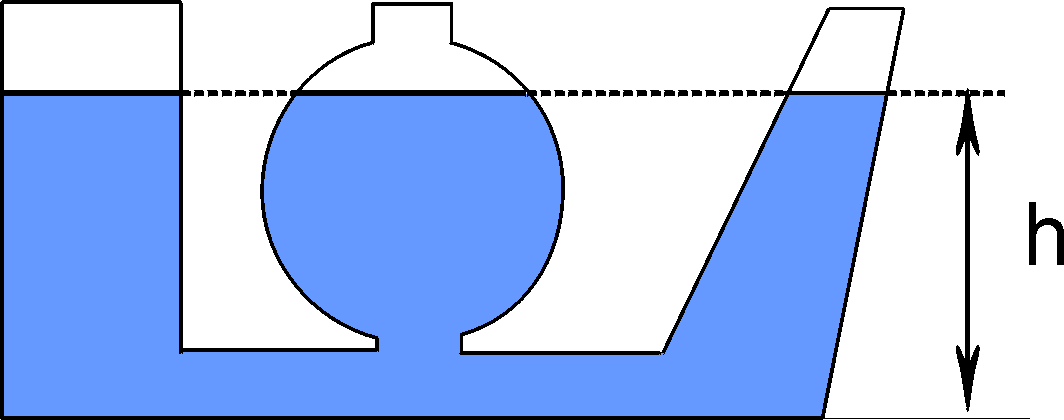

Výška hladin ve spojených nádobách je důsledkem hydrostatického tlaku, jehož velikost závisí na hloubce a ne na množství kapaliny. Proto i v širší nádobě s větším množstvím kapaliny má hladina stejnou výšku jako v úzké nádobě s menším množstvím kapaliny, čímž tlaky z obou nádob budou v místě spojení vyrovnané.

### Výpočet hydrostatického tlaku
Hydrostatický tlak p se vypočte dle následujícího vzorce:
p = h·ρ·g
kde p je hydrostatický tlak, h je výška sloupce kapaliny, ρ hustota kapaliny a g tíhové zrychlení.

### Výjimky
- Jestliže je ve spojených nádobách více kapalin (lišících se hustotou), pak hladiny v nádobách nebudou stejně vysoko, ale nejvýš bude hladina kapaliny s nejmenší hustotou, nejníž hladina kapaliny s nejvyšší hustotou, tak aby se hydrostatické tlaky různých kapalin rovnaly.
- Důležitou podmínkou je nehybnost kapalin, při proudění mohou být tlaky kapalin v různých nádobách různé díky Bernoulliho jevu.
- Při malém a různém průměru nádob se také může projevit kapilární elevace nebo kapilární deprese. Tento jev je ale významný jen pokud se jedná o nádoby s průměrem v řádech milimetrů a menším.

## Využití v praxi
Tento jev se využívá v celé řadě praktických aplikací, například v sifonech umyvadel a WC, v konvích a konvicích, u hadicové vodováhy, u některých typů stavoznaků, ve zdymadlech, ve spádových vodovodech a v záchodových splachovačích apod. Vyrovnávání hydrostatických tlaků se v praxi může projevit například při povodních, kdy nežádoucí velká voda „obejde“ hráze či protipovodňové zábrany spodem, například obecní kanalizací, sklepy, historickou štolou či jinou podzemní dutinou.